# Hetaeria armata
Hetaeria armata är en orkidéart som beskrevs av Paul Ormerod och Henrik Aerenlund Pedersen. Hetaeria armata ingår i släktet Hetaeria och familjen orkidéer. Inga underarter finns listade i Catalogue of Life.